# Franciszek Salezjusz Waliński
Franciszek Salezjusz Waliński herbu Łuk (ur. w 1745, zm. 6 kwietnia 1810) – polski duchowny katolicki, kanonik metropolitalny, notariusz, podskarbi i sekretarz kapituły gnieźnieńskiej.

## Życiorys
Pochodził ze szlacheckiej rodziny Walińskich, herbu Łuk, wywodzącej się pierwotnie z Litwy. O jego młodości niewiele wiadomo. Studiował teologię i przyjął święcenia kapłańskie w Gnieźnie w 1777 roku. Od 1792 roku koadiutor kanonii gnieźnieńskiej i kanonik kapituły przy kolegiacie św. Jerzego w Gnieźnie, na które to stanowisko wyznaczył go ówczesny prymas Poniatowski. Rozpoczął studia doktoranckie we Wrocławiu, gdzie uzyskał stopień doktora teologii w 1799 roku. Od 1803 roku kaznodzieja katedralny i sekretarz podskarbi kapituły.  W 1810 roku w niewyjaśnionych okolicznościach posądzono go o korupcję i złożono z urzędu. Popadł wówczas w silną depresję i próbował odebrać sobie życie. Nieudane samobójstwo szło w parze z jego uniewinnieniem. Na łożu śmierci przyjął ostatni sakrament i otrzymał wiadomość o uniewinnieniu  przez kapitułę i rehabilitacji. Wskutek ran odniesionych podczas próby samobójczej zmarł 6 kwietnia 1810 roku. Pierwotnie pochowano go na cmentarzu św. Krzyża w Gnieźnie. W 1834 roku jego krewny został fundatorem nowego kościoła, który postawiono na miejscu starej świątyni. Odkopano wówczas zwłoki Walińskiego, które nie uległy rozkładowi, i pochowano w krypcie przy ołtarzu. W kościele umieszczono jego portret i skromną tablicę z napisem:
„Tu spoczywają zwłoki ś.p. księdza Franciszka Salezego Walińskiego, Kanonika metropolitalnego w Gnieśnieńskiej. Umarł w roku 1810. Prosi o westchnienie”.